# Richard Davis (Jazzmusiker)

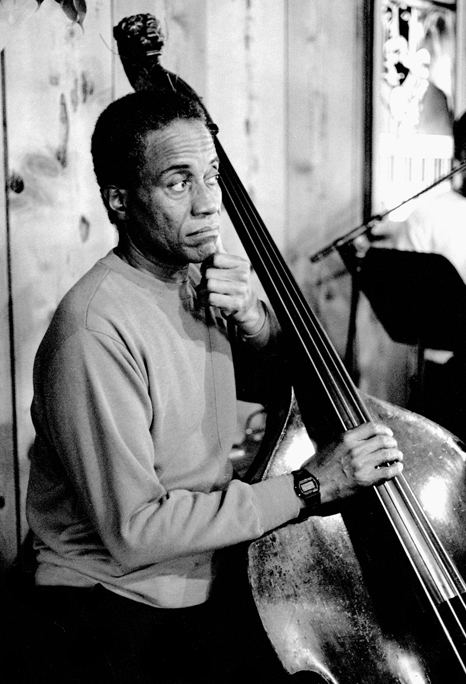
Richard Davis, 1987

Richard Davis (* 15. April 1930 in Chicago; † 6. September 2023) war ein US-amerikanischer Jazzmusiker (Kontrabass).
Davis zeichnete sich durch seine Vielseitigkeit und sein innovatives Spiel aus. Er war bekannt für seinen melodischen Ansatz und seine Fähigkeit, den Bass als Melodieinstrument einzusetzen. Sein Spiel war geprägt von einer starken rhythmischen Präzision und einem tiefen Verständnis für Harmonie. Darüber hinaus war Davis ein Pionier in der Verwendung des Kontrabasses im Avantgarde Jazz; er experimentierte mit erweiterten Spieltechniken und unkonventionellen Klangfarben, was zu einer Erweiterung der klanglichen Möglichkeiten des Basses führte.

## Leben und Wirken
Davis lernte in den 1940er und 1950er Jahren privat Kontrabass und studierte am VanderCook College of Music seiner Heimatstadt. Er wirkte in verschiedenen Orchestern Chicagos. Anfang der 1950er Jahre trat er mit Ahmad Jamal, Sun Ra, Charlie Ventura und Don Shirley auf. 1954 zog er nach New York, wo er mehrere Jahre lang Sarah Vaughan und Kenny Burrell begleitete. In den 1960er Jahren arbeitete er verstärkt mit klassischen Sinfonieorchestern unter der Leitung von George Szell, Leopold Stokowski, Igor Strawinsky, Pierre Boulez, Gunther Schuller und Leonard Bernstein. Seine Jazzpartner in dieser Zeit waren Eric Dolphy, Booker Ervin, Andrew Hill (Point of Departure), Ben Webster, Stan Getz, Earl Hines, Jaki Byard, Alan Dawson und Rahsaan Roland Kirk. Auch wirkte er auf dem (Jazz-beeinflussten) Van-Morrison-Album „Astral Weeks“ mit.
Mit Michael Fleming, Lisle Atkinson, Milton Hinton, Ron Carter und Sam Jones gehörte er seit 1968 zu Bill Lees New York Bass Violin Choir. Zwischen 1966 und 1972 war er Mitglied des Thad Jones/Mel Lewis Orchestra. Seit 1977 unterrichtet er an der University of Wisconsin in Madison, daneben trat er auf zahlreichen internationalen Festivals auf. Zu seinen Schülern gehören David Ephross, William Parker und Hans Sturm. Mit der New York Unit von Tatsuya Nakamura begleitete er ab 1990 Solisten wie George Adams auf jährlichen Tourneen in Japan. 1993 gründete er mit seinem Kollegen Peter Dominguez die Richard Davis Foundation for Young Bassists, die sich der Förderung jugendlicher Kontrabassisten widmet.
Davis veröffentlichte ein Dutzend Alben als Bandleader und wirkte an über zweitausend Aufnahmen als Sideman mit. Im Bereich des Jazz war er laut Tom Lord zwischen 1954 und 2007 an 590 Aufnahmesessions beteiligt; zuletzt mit seiner Duosession mit Junior Mance in Tokyo (Blue Monk). Er starb am 6. September 2023. Der Schlagzeuger Eric McPherson ist sein Enkel.

## Preise und Auszeichnungen
Zwischen 1967 und 1974 wurde Davis im Kritikerpoll des Down Beat als bester Bassist aufgeführt. Weiterhin wurden ihm zwei Ehrendoktorwürden verliehen sowie der Hilldale-Preis der University of Wisconsin–Madison und der Kunstpreis des Gouverneurs von Wisconsin (2001). 2014 erhielt er mit der NEA Jazz Masters Fellowship die höchste amerikanische Auszeichnung für Jazzmusiker. Den MLK Heritage Award nahm er 2016 im State Capitol von Wisconsin entgegen.

## Diskographische Hinweise
- Eric Dolphy: Out to Lunch! (1964, Blue Note); Musical Prophet: The Expanded 1963 New York Studio Sessions (2018, Resonance Records)
- Roland Kirk: Rip, Rig and Panic (1965)
- Miles Davis: Live at the Oriental Theatre 1966 (Sunburn, ed. 2014)
- Elvin Jones & Richard Davis: Heavy Sounds (Impulse!, 1967)
- The Philosophy of the Spiritual (Cobblestone, 1971), mit Chick Corea, Sam Brown, Bill Lee, Sonny Brown, Frankie Dunlop
- Now's the Time (1972) mit Joe Bonner, Freddie Waits, Clifford Jordan, Marvin Peterson
- Forest Flowers (32 Jazz, 1975–80) mit Stanley Cowell, Ted Dunbar, Billy Hart, James Spaulding, Eddie Henderson, Billy Cobham, Chick Corea, Frankie Dunlop
- Persia My Dear (DIW, 1987) mit Freddie Waits, Sir Roland Hanna
- Live at Sweet Basil (Evidence, 1990) mit George Cables, Ricky Ford, Cecil Bridgewater, Ronnie Burrage, Roland Hanna
- The Bassist: Homage to Diversity (Palmetto, 2001) mit John Hicks